# Rudniański Park Krajobrazowy
Rudniański Park Krajobrazowy – park krajobrazowy w województwie małopolskim na terenie gmin: Alwernia, Czernichów i Krzeszowice; w południowej części Garbu Tenczyńskiego oraz wschodniej części Doliny Górnej Wisły. Powierzchnia parku wynosi 58,139 km², natomiast jego otulina liczy 67,13 km². Rok założenia 1981.
Na terenie parku znajdują się dwa rezerwaty przyrody:
- Dolina Potoku Rudno – rezerwat leśno-krajobrazowy, utworzony w 2001 roku; obejmuje fragment dobrze zachowanego łęgu olszowego oraz stanowiska geologiczne dawnego kamieniołomu porfirów.

- Kajasówka – rezerwat przyrody nieożywionej, utworzony w 1962 roku; ochronie podlega unikatowy zrąb tektoniczny pokryty roślinnością kserotermiczną.

Park wchodzi w skład Zespołu Jurajskich Parków Krajobrazowych.